# Elisabeth Wachtmeister
Elisabeth Sofia Lovisa Charlotta Wachtmeister af Johannishus, född von Platen 25 juli 1834 i Stockholm, död 2 april 1918 i Jakobs församling, Stockholm, var en svensk grevinna och hovfunktionär.

## Biografi
Elisabeth von Platen föddes 1834 i Stockholm. Hon var dotter till utrikesstatsministern Baltzar von Platen och Charlotta De Geer af Leufsta. von Platen blev 3 januari 1890 statsfru hos drottning Sofia. Hon avled 1918 i Stockholm.

### Familj
von Platen gifte sig12 oktober 1852 på Örbyhus med överstekammarherren, greve Axel Wachtmeister af Johannishus (1827–1899), son till kammarherren Carl Axel Wachtmeister och Beata Sofia Wrangel af Sauss. De fick tillsammans barnen Louise Wachtmeister (1853–1931) som var gift med kaptenen August Ebba Påhlman, direktören Ernst Gottlieb Sixten Wikander och ombudsmannen Claës Breitholtz, Beth Wachtmeister (1855–1913) som var gift med landshövdingen Magnus De la Gardie och kaptenen Carl Filip Kraft, förste hovstallmästaren Carl Wachtmeister (1856–1935), kammarherren Fredrik Wachtmeister (1859–1917), Baltzar Wachtmeister (1865–1866), kabinettskammarherren Axel Wachtmeister (1869–1929) och överstekammarjunkaren Henning Wachtmeister (1869–1940).